# 娄维嵩
娄维嵩（？—？），字中立，直隶真定縣（今河北正定縣）人，清朝政治人物。

## 生平
順治四年（1647年）丁亥科進士。顺治七年（1650年）知浮梁县。順治十三年（1656年）任青浦县知县。